# Villa Bartolomea
Villa Bartolomea ist eine norditalienische Gemeinde (comune) mit 5860 Einwohnern (Stand 31. Dezember 2023) in der Provinz Verona in Venetien. Die Gemeinde liegt etwa 42,5 Kilometer südöstlich von Verona am Etsch. Villa Bartolomea grenzt unmittelbar an die Provinz Rovigo. 

## Geschichte
1164 wird die Gemeinde erstmals urkundlich als Villa Cervionus erwähnt.

## Verkehr
Durch die Gemeinde führt die Strada Statale 434 Transpolesana von Verona bis zur Strada Statale 16 Adriatica bei Rovigo. An der Bahnstrecke von Verona nach Rovigo besteht ein Bahnhof.